# Бесси, Чарльз Эдвин
Чарльз Э́двин Бе́сси (англ. Charles Edwin Bessey; 1845—1915) — американский ботаник-систематик, автор учебных пособий по ботанике.

## Биография
Чарльз Бесси родился 21 мая 1845 года в семье Адны Бесси и Маргарет Элленбергер на территории округа Уэйн штата Огайо. Учился в различных школах Огайо, в 1866 году поступил в Мичиганский сельскохозяйственный колледж. В ноябре 1869 года окончил его со степенью бакалавра. С 1870 года работал в Сельскохозяйственном колледже в Эймсе (Айова). В 1872 году получил степень магистра и стал профессором в Эймсе. В 1874 году некоторое время преподавал в Калифорнийском университете в Беркли. С 1875 года он несколько раз избирался президентом Айовской академии наук. Некоторое время он учился в Гарвардском университете с Эйсой Греем.
С 1873 года Чарльз Бесси был женат на Люси Этхерн. У них родились трое сыновей — Эдвард, Эрнст и Карл. Эрнст Этхерн Бесси (1877—1957) преподавал ботанику и микологию в Мичиганском сельскохозяйственном колледже.
В 1879 году Университет штата Айова присвоил Бесси степень доктора философии. С 1880 по 1897 он работал главным редактором журнала American Naturalist, позднее — журнала Science. С 1884 года Бесст работал профессором ботаники Небраскского университета. В 1898 году Гриннелский колледж Айовы присвоил Бесси степень доктора права.
Бесси был создателем новой системы классификации растений, получившей название системы Бесси.
25 февраля 1915 года Чарльз Эдвин Бесси скончался.

## Некоторые научные публикации
- Bessey, C.E. Botany for high schools and colleges. — New York, 1880. — 611 p.
- Bessey, C.E. A synopsis of plant phyla. — Nebraska, 1907. — 99 p.
- Bessey, C.E.; Bessey, E.A. Essentials of college botany. — New York, 1914. — 409 p.

## Роды растений, названные в честь Ч. Э. Бесси
- Besseya Rydb., 1903